# Добра (Мазовецьке воєводство)
Добра (пол. Dobra) — село в Польщі, у гміні Бульково Плоцького повіту Мазовецького воєводства.
Населення — 110 осіб (2011).
У 1975-1998 роках село належало до Плоцького воєводства.

## Демографія
Демографічна структура станом на 31 березня 2011 року:
|          | Загалом | Допрацездатний вік | Працездатний вік | Постпрацездатний вік |
| -------- | ------- | ------------------ | ---------------- | -------------------- |
| Чоловіки | 57      | 11                 | 36               | 10                   |
| Жінки    | 53      | 7                  | 31               | 15                   |
| Разом    | 110     | 18                 | 67               | 25                   |